# Rockland, South Thomaston and Saint George Railway
Die Rockland, South Thomaston and Saint George Railway war ein Straßenbahnbetrieb in Maine (Vereinigte Staaten).

## Geschichte
Die Bahngesellschaft wurde 1902 zunächst als Rockland, South Thomaston and Owl’s Head Railway gegründet. Sie eröffnete 1905 eine 6,31 Kilometer lange elektrische Straßenbahn von Rockland nach Crescent Beach am Südende der Siedlung Owl’s Head, wo die Gesellschaft auch ein Ressort eröffnete. Die Strecke wurde nur im Sommerhalbjahr betrieben.
1906 ging die Bahngesellschaft in Konkurs und wurde am 15. November 1908 an die Rockland, South Thomaston and Saint George Railway verkauft. Diese Gesellschaft nahm den Betrieb auf der Strecke wieder auf und baute 1913 oder 1914 einen etwa zwei Kilometer langen Abzweig nach South Thomaston, der ganzjährig bedient wurde. Eine weitere geplante Verlängerung über South Thomaston hinaus über Spruce Head, Tenants Harbor und Martinsville nach Port Clyde wurde aus finanziellen Gründen verworfen. Spätestens 1918 wurde die Bahn stattdessen stillgelegt und in der Folge abgebaut.

## Strecken
Die anfängliche Strecke der Bahn begann in Rockland in der Main Street und hatte dort eine Verbindung zur Rockland, Thomaston and Camden Street Railway, von der sie auch den Fahrstrom bezog. Auf der Main Street führte sie südwärts aus der Stadt hinaus und im weiteren Verlauf über den Ingraham Drive. Kurz vor der Kreuzung mit dem North Shore Drive verließ die Strecke den Straßenverlauf und führte westlich der Straße durch freies Gelände. Sie überquerte die Weskeag Road und führte nach Osten bis zur Smalus Lane, auf der sie weiter südlich verlief. Heute durch den Flugplatz Rockland unterbrochen verlief die Trasse geradlinig weiter über die heutige Benner Lane und den Ash Point Drive. Sie bog dann nach Osten auf den South Shore Drive ab und führte bis Crescent Beach. Kurz vor der Crescent Beach Road verließ sie abermals das Straßenplanum und führte über einen eigenen Bahnkörper zum Strand, wo sie vor dem bahneigenen Ressort endete.
Der Abzweig nach South Thomaston begann an der Kreuzung der Bahntrasse mit der Weskeag Road und führte über diese Straße und die Elm Street nach South Thomaston.